# Collegio elettorale di Gemona del Friuli (Camera dei deputati)
Il collegio di Gemona del Friuli fu un collegio elettorale uninominale della Repubblica Italiana per l'elezione della Camera dei deputati. Apparteneva alla circoscrizione Friuli-Venezia Giulia e fu utilizzato per eleggere un deputato nella XII, XIII e XIV legislatura.
Venne istituito nel 1993 con la cosiddetta Legge Mattarella (Legge n. 277, Nuove norme per l'elezione della Camera dei deputati), attuata in seguito al referendum abrogativo del 1993. La legge istituì per la Camera dei deputati e per il Senato della Repubblica un sistema di elezione misto, in parte maggioritario e in parte proporzionale. Il 75% dei parlamentari dell'assemblea veniva eletto in collegi uninominali tramite sistema maggioritario a turno unico; il restante 25% alla Camera veniva eletto tramite sistema proporzionale con liste bloccate.
Il collegio venne abolito insieme a tutti gli altri che costituivano la Camera con la promulgazione della legge elettorale successiva, la cosiddetta Legge Calderoli. Questa prevedeva un sistema proporzionale con premio di maggioranza, che alla Camera veniva attribuito a livello nazionale.

## Territorio
Il collegio di Gemona del Friuli era uno dei 10 collegi uninominali in cui era suddiviso il Friuli-Venezia Giulia e, come previsto dal D.Lgs. del 20 dicembre 1993 n. 536, era compreso nelle province di Pordenone e di Udine e comprendeva i seguenti comuni: Amaro, Ampezzo, Arba, Arta Terme, Artegna, Bordano, Buia, Cavazzo Carnico, Castelnovo del Friuli, Cavasso Nuovo, Cercivento, Chiusaforte, Clauzetto, Comeglians, Dogna, Enemonzo, Fanna, Forgaria nel Friuli, Forni Avoltri, Forni di Sopra, Forni di Sotto, Frisanco, Gemona del Friuli, Lauco, Ligosullo, Malborghetto-Valbruna, Meduno, Moggio Udinese, Montenars, Osoppo, Ovaro, Paluzza, Paularo, Pinzano al Tagliamento, Pontebba, Prato Carnico, Preone, Ravascletto, Raveo, Resia, Resiutta, Rigolato, Sauris, Sequals, Socchieve, Spilimbergo, Sutrio, Tarvisio, Tolmezzo, Tramonti di Sopra, Tramonti di Sotto, Trasaghis, Travesio, Treppo Carnico, Venzone, Verzegnis, Villa Santina, Vito d'Asio e Zuglio.

## Eletti
| Elezione | Elezione | Deputato       | Partito                 |
| -------- | -------- | -------------- | ----------------------- |
|          | 1994     | Carlo Sticotti | Polo delle Libertà (LN) |
|          | 1996     | Rinaldo Bosco  | Lega Nord               |
|          | 2001     | Vanni Lenna    | Casa delle Libertà (FI) |

## Dati elettorali

### XII legislatura

#### Risultati proporzionale
| Coalizioni        | Coalizioni                   | Liste                        | Liste                              | Voti   | %     |
| ----------------- | ---------------------------- | ---------------------------- | ---------------------------------- | ------ | ----- |
|                   | Polo delle Libertà           |                              | Lega Nord                          | 20.306 | 25,47 |
|                   | Polo delle Libertà           | Forza Italia                 | 17.636                             | 22,12  |       |
| Totale coalizione | Totale coalizione            | 32.284                       | 38,36                              |        |       |
|                   | Progressisti                 |                              | Partito Democratico della Sinistra | 7.013  | 8,79  |
|                   | Progressisti                 | Rifondazione Comunista       | 4.006                              | 5,02   |       |
|                   | Progressisti                 | Federazione dei Verdi        | 2.893                              | 3,63   |       |
|                   | Progressisti                 | Partito Socialista Italiano  | 1.940                              | 2,43   |       |
| Totale coalizione | Totale coalizione            | 20.156                       | 22,16                              |        |       |
|                   | Patto per l'Italia           |                              | Partito Popolare Italiano          | 12.401 | 15,55 |
|                   | Alleanza Nazionale           | Alleanza Nazionale           | Alleanza Nazionale                 | 10.196 | 12,79 |
|                   | Lista Pannella               | Lista Pannella               | Lista Pannella                     | 2.799  | 3,51  |
|                   | Partito della Legge Naturale | Partito della Legge Naturale | Partito della Legge Naturale       | 550    | 0,69  |
| Totale            | Totale                       | Totale                       | Totale                             | 79.740 |       |

#### Risultati uninominale
|                               | Carlo Sticotti ✔️ Eletto | Polo delle Libertà (FI - LN - CCD - UDC) | 38 373 | 48,52 |  |  |  |  |  |
|                               | Franceschino Barazzutti  | Progressisti                             | 18 295 | 23,13 |  |  |  |  |  |
|                               | Virgilio Disetti         | Patto per l'Italia                       | 11 709 | 14,80 |  |  |  |  |  |
|                               | Ernesto Pezzetta         | Alleanza Nazionale                       | 9 363  | 11,84 |  |  |  |  |  |
|                               | Roberto Toffolo          | La Gente                                 | 1 349  | 1,71  |  |  |  |  |  |
| Totale                        | Totale                   | Totale                                   | 79 089 | 100   |  |  |  |  |  |
|                               |                          |                                          |        |       |  |  |  |  |  |
| Fonte: Ministero dell'interno |                          |                                          |        |       |  |  |  |  |  |

### XIII legislatura

#### Risultati proporzionale
| Coalizioni        | Coalizioni                         | Liste                                     | Liste                              | Voti   | %     |
| ----------------- | ---------------------------------- | ----------------------------------------- | ---------------------------------- | ------ | ----- |
|                   | Polo per le Libertà                |                                           | Forza Italia                       | 13.454 | 18,87 |
|                   | Polo per le Libertà                | Alleanza Nazionale                        | 8.554                              | 12,00  |       |
|                   | Polo per le Libertà                | CCD-CDU                                   | 3.958                              | 5,55   |       |
| Totale coalizione | Totale coalizione                  | 25.966                                    | 36,42                              |        |       |
|                   | Lega Nord                          | Lega Nord                                 | Lega Nord                          | 24.651 | 34,57 |
|                   | L'Ulivo                            |                                           | Partito Democratico della Sinistra | 7.107  | 9,97  |
|                   | L'Ulivo                            | Popolari per Prodi (PPI-SVP-PRI-UD-Prodi) | 5.284                              | 7,41   |       |
|                   | L'Ulivo                            | Federazione dei Verdi                     | 2.402                              | 3,37   |       |
| Totale coalizione | Totale coalizione                  | 14.793                                    | 20,75                              |        |       |
|                   | Progressisti                       |                                           | Rifondazione Comunista             | 4.115  | 5,77  |
|                   | Movimento Sociale Fiamma Tricolore | Movimento Sociale Fiamma Tricolore        | Movimento Sociale Fiamma Tricolore | 1.486  | 2,08  |
|                   | Nord Libero Autonomia              | Nord Libero Autonomia                     | Nord Libero Autonomia              | 290    | 0,41  |
| Totale            | Totale                             | Totale                                    | Totale                             | 71.301 |       |

#### Risultati uninominale
|                               | Rinaldo Bosco ✔️ Eletto | Lega Nord           | 23 654 | 33,06 |  |  |  |  |  |
|                               | Renzo Tondo             | Polo per le Libertà | 23 584 | 32,96 |  |  |  |  |  |
|                               | Carlo Toniutti          | L'Ulivo             | 20 730 | 28,97 |  |  |  |  |  |
|                               | Ernesto Pezzetta        | Fiamma Tricolore    | 2 210  | 3,09  |  |  |  |  |  |
|                               | Giacomino Rupil         | Mani Pulite         | 1 378  | 1,93  |  |  |  |  |  |
| Totale                        | Totale                  | Totale              | 71 556 | 100   |  |  |  |  |  |
|                               |                         |                     |        |       |  |  |  |  |  |
| Fonte: Ministero dell'interno |                         |                     |        |       |  |  |  |  |  |

### XIV legislatura

#### Risultati proporzionale
| Coalizioni        | Coalizioni                 | Liste                      | Liste                                 | Voti   | %     |
| ----------------- | -------------------------- | -------------------------- | ------------------------------------- | ------ | ----- |
|                   | Casa delle Libertà         |                            | Forza Italia                          | 17.909 | 25,65 |
|                   | Casa delle Libertà         | Alleanza Nazionale         | 9.275                                 | 13,28  |       |
|                   | Casa delle Libertà         | Lega Nord                  | 9.061                                 | 12,98  |       |
|                   | Casa delle Libertà         | CCD-CDU                    | 1.962                                 | 2,81   |       |
| Totale coalizione | Totale coalizione          | 38.207                     | 54,72                                 |        |       |
|                   | L'Ulivo                    |                            | La Margherita (Dem - PPI - RI- UDEUR) | 13.230 | 18,95 |
|                   | L'Ulivo                    | Democratici di Sinistra    | 5.763                                 | 8,25   |       |
|                   | L'Ulivo                    | Il Girasole (FdV - SDI)    | 1.387                                 | 1,99   |       |
|                   | L'Ulivo                    | Comunisti Italiani         | 1.349                                 | 1,93   |       |
| Totale coalizione | Totale coalizione          | 21.729                     | 31,12                                 |        |       |
|                   | Lista Di Pietro            | Lista Di Pietro            | Lista Di Pietro                       | 3.374  | 4,83  |
|                   | Rifondazione Comunista     | Rifondazione Comunista     | Rifondazione Comunista                | 3.002  | 4,30  |
|                   | Lista Pannella - Bonino    | Lista Pannella - Bonino    | Lista Pannella - Bonino               | 2.069  | 2,96  |
|                   | Democrazia Europea         | Democrazia Europea         | Democrazia Europea                    | 1.305  | 1,87  |
|                   | Abolizione scorporo        | Abolizione scorporo        | Abolizione scorporo                   | 75     | 0,11  |
|                   | Terzo Polo per l'Autonomia | Terzo Polo per l'Autonomia | Terzo Polo per l'Autonomia            | 64     | 0,09  |
| Totale            | Totale                     | Totale                     | Totale                                | 69.825 |       |

#### Risultati uninominale
|                               | Vanni Lenna ✔️ Eletto | Casa delle Libertà | 33 489 | 48,72 |  |  |  |  |  |
|                               | Emidio Zanier         | L'Ulivo            | 27 598 | 40,15 |  |  |  |  |  |
|                               | Luigino Venturini     | Lista Di Pietro    | 4 673  | 6,80  |  |  |  |  |  |
|                               | Stefano Barazzuti     | Lista Emma Bonino  | 2 973  | 4,33  |  |  |  |  |  |
| Totale                        | Totale                | Totale             | 68 733 | 100   |  |  |  |  |  |
|                               |                       |                    |        |       |  |  |  |  |  |
| Fonte: Ministero dell'interno |                       |                    |        |       |  |  |  |  |  |